# Anetol
Anetol är en flyktig färglös eller gulaktig olja, som ger en lakritsliknande smakupplevelse. Den återfinns bland annat i anis och uppträder i ren form som en kristalliknande substans. Den luktar intensivt som anis. Oljan ingår med cirka 2 procent i anisfrön.
Anetol smakar även sött, omkring 13 gånger sötare än socker. Trots detta används det inte specifikt som sötningsmedel.
Anisolja kan uppträda i två olika former:
- C6H4(OCH3 (1)) para-oximetyl
- C6H4(C3H5 (4)) allyl-bensol

## Övriga egenskaper
- Flampunkt 90° C
- Magnetisk susceptibilitet  −9,60×10−5 cm3/mol

## Utvinning
Vattenångdestillation av anisfrön. Utbytet är cirka 90 procent anisolja + mindre mängder av bland annat 4-anisaldehyd (C8H8O2) och pseudo-iso-2-metylbutyrat.

## Användning
- Smaksättning av likör, anisett